# Gonçalo Pereira, o Liberal
D. Gonçalo Peres de Pereira, ou Gonçalo Pires de Pereira, ou simplesmente Gonçalo Pereira (- a. 1298), conhecido por “o Liberal” e por ser conde de Trastâmara, foi um nobre português, Rico-Homem do Reino de Portugal e Grande-Comendador da Ordem do Hospital.
Como 3.º Senhor da Honra de Pereira teve “gram casa e estado” e certo dia “estando em Pereira, deu sessenta cavallos e fidallgos que eram chegados a elle”.

## Biografia
Foi grão-comendador nos reinos peninsulares, desde o ano de 1268.
O prestígio e o reconhecimento deste homem também se podem aferir pelo facto de, entre 1280 e 1285, por estar documentado como comendador de Limia, Toronho, Távora Panóias (8.11.1314) e Faia, o que significa que tinha capacidade de influência e de gestão de bens de um e de outro lado do rio Minho.
Tem a seu cargo terras das Coroas de Leão (comenda de Puente de Órbigo, em 1251) e Castela (comenda de Castronuño, em 1250). 

## Dados genealógicos
Filho de D. Pedro Rodrigues Pereira, valido do rei D. Sancho I, e de sua mulher Maria Pires Gabere ou Gravel.
Casou primeira vez com Urraca Vasques Pimentel, filha de D. Vasco Martins Pimentel e de Maria Anes de Fornelo, da qual teve um filho e duas filhas: 
- Vasco Gonçalves Pereira, conde de Trastâmara, casado com Inês Lourenço da Cunha.
- Gonçalo Gonçalves de Pereira, arcebispo de Braga, desde 1326 até 1348[5].
- Maria Gonçalves Pereira, casada primeira vez com Estêvão Gonçalves de Freiriz, casada segunda vez com Gil Martins de Podentes, cavaleiro fidalgo, que se documenta com sua mulher em 1293, e casada terceira vez com Fernão Anes de Portocarrero, cavaleiro fidalgo, casado segunda vez sem geração com Berengária Rodrigues de Meneses ou Raposo, por seu turno viúva com geração de Nuno Martins Barreto. Sem geração dos três casamentos.
- Teresa Gonçalves Pereira, Freira no Mosteiro de Arouca, que consta com seus irmãos em 1318 como co-herdeira do avô materno.

Casou segunda vez com Inês Lourenço Carnes-Más, filha de Lourenço Anes Carnes-Más e de sua mulher, da qual teve uma filha: 
- Estevainha Gonçalves Pereira (d. 4 de Maio de 1337), casada primeira vez com Vasco Anes de Soalhães (c. 1280 -), 2.º senhor do Morgado de Soalhães, do qual foi segunda mulher, sem geração, e casou segunda vez com João Rodrigues Pimentel (- a. 18 de Abril de 1335), senhor do Morgado de Semelhe, com geração, que instituiu o Morgado de Torres Novas por testamento de 4 de Maio de 1337, de que fez cabeça a Capela da Santíssima Trindade, que instituíra com seu marido João Rodrigues Pimentel e sogra na Igreja de São Pedro da dita vila, e chamou para administrador a seu filho Gonçalo Anes e, na falta, a sua filha Leonor Rodrigues e, na falta desta, a outra filha Maria Rodrigues.

Fora do casamento, com Marinha Vasques, teve um filho bastardo: 
- Rui Gonçalves Pereira (1280 -?) casado por três vezes, a primeira com Beringeira Nunes Barreto, a segunda com Elvira Garcia Picata e a terceira com Leonor Rodrigues de Alvelos.